# Jaromír Funke
Jaromír Funke (ur. 1 sierpnia 1896 w Skuteč, zm. 22 marca 1945 w Pradze) – czeski fotograf awangardowy.

## Życiorys
Urodził się 1 sierpnia 1896 roku w miejscowości Skuteč. Ze względu na ojca studiował prawo na Uniwersytecie Karola, lecz nie przystąpił do egzaminów końcowych. Przez krótki czas studiował także estetykę u Jana Mukařovskiego. Od 1919 roku poświęcił się fotografii i wkrótce dołączył do klubów fotografików w Kolínie i Pradze. 

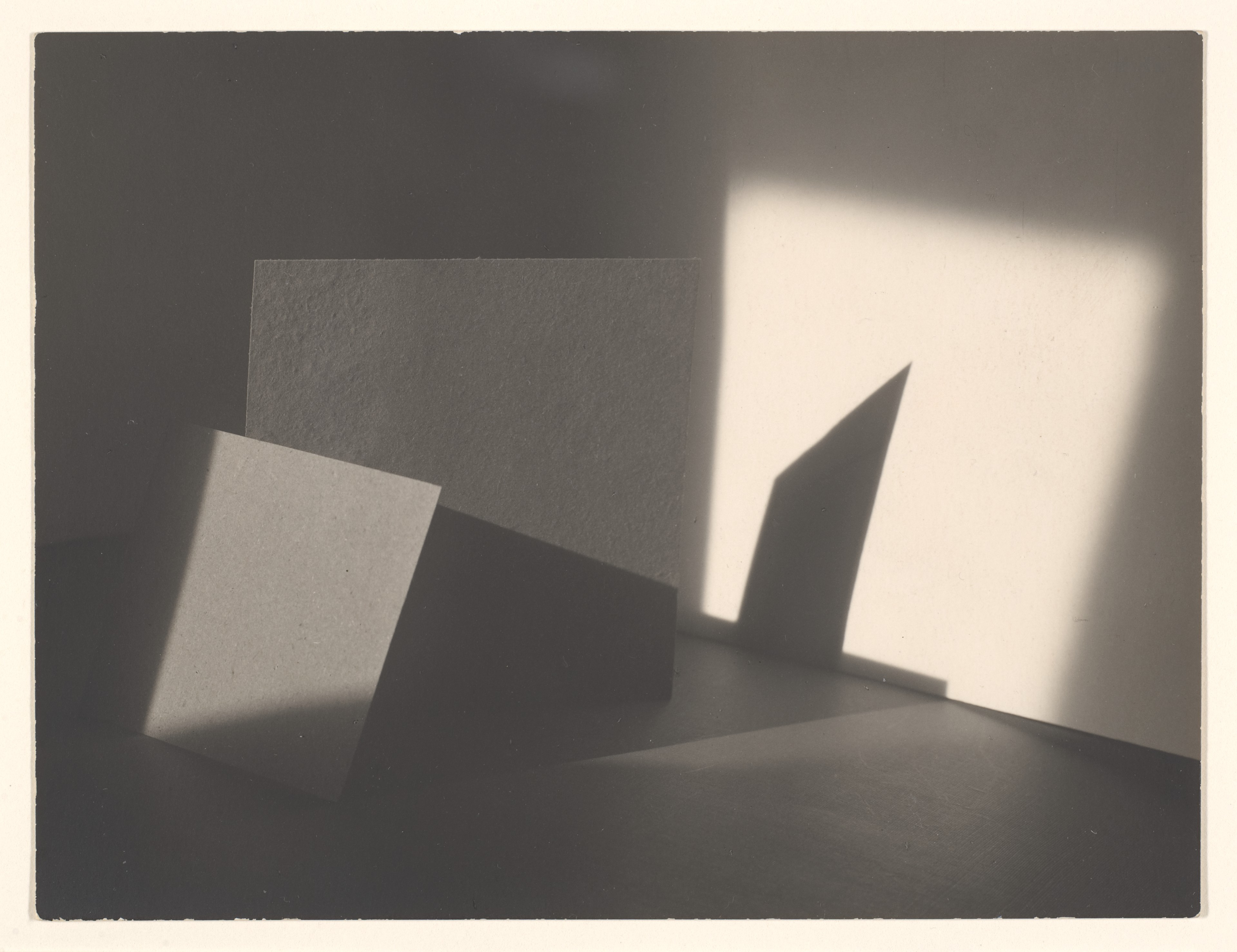
Abstrakcja, 1924–1927

Od początku lat 20. przyjaźnił się z Josefem Sudkiem. Swojej opozycji do zastanego porządku w fotografii dał upust w 1924 roku, gdy wraz z Sudkiem i Adolfem Schneebergerem założył własny związek fotografów, którego celem było tworzenie fotografii odpowiadającej na nowe potrzeby społeczne. Purystyczne idee związku były bliskie postawom awangardy artystycznej. 
Choć jego najwcześniejsze prace powstały pod wpływem piktorializmu, szybko zaczął tworzyć fotografie o większej ostrości. W swej twórczości Funke łączył elementy konstruktywizmu i funkcjonalizmu z surrealizmem i komentarzem społecznym. W 1922 roku rozpoczął eksperymenty fotograficzne tworząc geometryczne martwe natury. Cztery lata później stworzył cykl surrealistycznych fotografii wystaw sklepowych nawiązujących do fotografii Eugèneʼa Atget. Jego martwe natury z lat 20. należą do najbardziej radykalnych przykładów dążenia do abstrakcji w fotografii. 
Funke wywarł wpływ na kształtowanie się czeskiej fotografii nie tylko swoimi pracami artystycznymi, ale i tekstami teoretycznymi i krytycznymi oraz poprzez organizację środowiska i pracę pedagogiczną. W 1929 roku nawiązał współpracę z redakcją publikacji Devětsilu, przez kilka lat sprawował także funkcję redaktora magazynu „Fotografický obzor”. W pierwszej połowie lat 30. zaczął wykładać fotografię w Bratysławie, po czym w połowie tej dekady został wykładowcą na uczelni Státní grafická škola w Pradze, gdzie uczył do 1944 roku. Podczas pobytu w Bratysławie dołączył do lewicowej grupy  Sociofoto, której celem była dokumentacja warunków życiowych ubogich warstw społeczeństwa. 
Zmarł 22 marca 1945 roku w Pradze.
Jego fotografie znajdują się m.in. w zbiorach Museum of Modern Art, National Gallery of Art, Centre Georges Pompidou i J. Paul Getty Museum. Jego imieniem nazwano planetoidę (5712) Funke, którą odkrył Antonín Mrkos.